# ヒナタカコ
ヒナタカコ（1月18日 - ）は、日本の女性シンガーソングライター。福井県三国町（現・坂井市）出身。

## 来歴
16歳のとき、小谷美紗子のライブを見て弾き語りに興味を持ち、曲作りを始める。
初めて人前で自作曲を歌ったYAMAHA主催TEEN'S MUSIC FESTIVAL2001にて全国大会（東京国際フォーラム）まで進み、2位にあたるロッテ賞、オーディエンス賞のW受賞を果たす（受賞曲「行かないで」は2002年5月、YAMAHA TEEN'S LABELよりシングルリリース）。
高校卒業後、大阪音楽大学ピアノ科に入学。学業優先のため音楽活動は最小限となる。
在学中、母校の福井県立三国高等学校にて教育実習を経てプロを志す。卒業後、上京し音楽活動をスタート。
2007年7月、逗子海岸OTODAMA SEA STUDIO、ニッポン放送番組祭り「THE ラジオパークin日比谷」に出演。
11月、東京で初のワンマンライブを開催（＠恵比寿天窓switch）。同8月「第2回FM福井HOME TOWNSONG AWARD」でグランプリ受賞（受賞曲「こころの海」）。
2008年
12月、1stミニアルバム『潤-jun-』を自身で立ち上げたレーベルで全国デビュー。
2009年
1月、福井県福井市の響のホールにて、「ヒナタカコデビューアルバム発売記念 ～小坂明子&ヒナタカコジョイントライブ」開催。その後、小坂明子ライブのゲストでビルボード福岡、ビルボード大阪のステージに出演。
4月、地元福井県三国町のみくに文化未来館で、デビューアルバムリリース記念「ヒナタカコみくに感謝ライブ」を、自主企画。地元への感謝ということで無料開催。
5月以降、全国のイベントライブに出演。博多どんたくイベント（福岡）LACHIC presents SAKAE-SPRING（名古屋)ミュージックシティ天神（福岡）FM802 MINAMI WHEEL（大阪）等。
初の寺院ライブを開催。以来、各所で寺院ライブが広がる。
6月、「第60回全国植樹祭2009ふくい」坂井会場テーマソングとして「いのちの川」を書き下ろし、フィナーレを少年少女合唱団との合唱で飾る。このイベントより翌年3月で休校となる竹田小学校・丸岡中学竹田分校との音楽を通じた交流が始まり、翌年3月休校式で、交流を通してこどもたちと制作した合唱曲「僕たちの景色」で共演。
この交流の模様が地元メディアにて特集される。上記２曲入りメモリアルCD「滴-shizuku-」および伴奏用スコアを同時リリース。
11月16日、2ndアルバム『花筐-ハナガタミ-』を全国リリース。
2010年
1月、地元福井でのハートピア春江にてリリース記念ワンマンライブを開催。
地元の越前漆器とコラボし、自らデザインした三種の盃を発売。
人形浄瑠璃ステージでのライブ、近松作品の現代劇にもライブ出演。文楽とも共演。
4月、福井県坂井市のハートピア春江・大ホールにて「ふるさと感謝ライブ」を開催。
2011年
「節気の響宴」シリーズライブを開催。＠原宿ラドンナ　Vol.1共演：野沢香苗（二胡奏者）vol.2　共演：里アンナ（奄美出身シンガー）。
各地の寺院法要に出演（三重県：浄土真宗高田派本山、京都府：浄土真宗仏光寺派本山ほか）。
11月、東京・台東区西徳寺にて『ヒナタカコお御堂ライブ ～晩秋の宵in西徳寺～』を開催。この日サウルハープの弾き語りを初披露。
12月、坂井市5周年記念事業「ミュージックフェスティバル」へのテーマ合唱曲「ふるさと讃歌〜いのち息づくまち〜」を書き下ろし、公募の市民合唱団100人と共演。
2012年
2012年5月16日、マキシシングル「いずこの空」リリース。オリコン全国FM局パワープレイランキングにて邦楽1位獲得。レコ発ワンマンを東京と大阪で行う。音楽評論家の富澤一誠より、「"聖なる歌"〈聖歌〉（ホーリーソング）である」と評される。
同年8月、群馬、21世紀の森フェスティバルにて小椋佳、山本潤子とともにイベントに出演。
同年11月、アメリカに渡り、西ではニュージャージー州のパブリックスクールにてミニコンサートを行う。
東ではサンノゼにて、BCWA浄土真宗本願寺派、北米仏教婦人大会の閉会式、浄土真宗本願寺派サンフランシスコ別院祥月法要にてミニライブを行う。
12月、福井放送60周年記念曲「音の未来へ」を提供。合唱として完成させ記念番組にて合唱団と共演、生放送された。
FMヨコハマの人気番組BREEZEにてヒナタカコが唱歌を独自アレンジで歌う番組「にほん　こころメロディー」がスタート。
好評となりオンエアされた曲が収録されたアルバムが配信限定リリースされる。
2013年
葉加瀬太郎ツアーのバンマスなどを務めるチェリスト柏木広樹氏プロデュースでEP「夢のかなた」リリース。リリース記念2マンライブ「ヒナタカコ×村上ゆき」を開催＠渋谷マウントレーニアホール。
同年、かわさきアジア交流音楽祭、みやざき国際ストリート音楽祭、富山立山山麓音楽祭など、各地の音楽イベントに出演。
10月、鎌倉歐林洞ワンマンライブ開催。11月、福井美浜ナビフェス、みくに文化未来館20周年コンサート出演。
11月、中国紹興市、あわら市30周年記念式典にて、魯迅と藤野先生の友好を重ね「いずこの空」中国語バージョンを地元中学生たちと披露。
12月、東京スカイツリータウンクリスマスカウントダウンライブ出演。（共演・半崎美子）
2014年
3月、音楽専門チャンネルスペースシャワーTV地域ドキュメント「VOICEOFJAPAN」にて宮崎県の宮崎大宮高校、大宮中合唱部の生徒たちとの交流を通して合唱曲「僕らの光」を描きおろす。
一年間の交流の様子、披露イベントの「光のコンサート」が各地のCATVにてオンエアされた。
中国紹興市に渡り、紹興市付属中学と福井県あわら中学の交流に参加。中国語バージョン「いずこの空」を現地の生徒たちと合唱。
4月、福井県にて和太奏者TAKUYA氏（谷口卓也）とのジョイントライブ「遠近」ツアー開催（福井県・三国、池田）。
10月、長崎音の祭り2014に出演。滋賀、福井での寺院コンサート、福岡行橋市での講演ライブに出演。
12月、長崎ハウステンボス　天使の歌声クリスマスコンサート出演（12月23日～25日の3日間）。
12月17日、亀井登志男プロデュース4曲入りEP「AQUADREAM」リリース。
同日 　作詞作曲した福井県立坂井高等学校校歌を同校にて開催された発表会にて披露。
2015年
1月、代官山ヒルサイドプラザにて「AQUADREAM」リリース記念ライブを開催。活動拠点を福井へ移すことを発表。
5月、宮崎国際ストリート音楽祭出演、福井エンゼルランドプラネタリウムライブ2days開催。
8月、福井県坂井市・三国町合唱団60周年記念コンサート特別出演。
9月、和太鼓奏者TAKUYA氏、津軽三味線奏者佐藤壽治氏とのコラボライブ開催＠ハートピア春江大ホール。
12月、長崎インターナショナルホテル・クリスマスディナーライブ出演＠長崎県大村市。
2016年
3月、福井県立看護専門学校卒業式・記念講演コンサート出演。
5月、福井県坂井市・市制10周年記念式典出演。坂井市テーマソング「しあわせの花」発表。
6月、Fuefuki KANA氏とのコラボライブ＠越前市粟田部・ふるさとの家　コラボCD「ふるさとの家」リリース。
坂井市テーマソングアウトリーチ＠三国南小学校。
7月、第26回涼風コンサート出演＠越前町笈松・森の学び舎、春江町ゆりフェスタライブ出演。
8月、三国花火大会サンセットライブ出演。
9月、坂井高校吹奏楽部、合唱同好会と坂井高校校歌レコーディング。
11月、野上朝生バンドゲストボーカル出演Vol.1＠大阪上本町。
6曲入りヒナタカコ合唱曲集CDリリース。
2017年
3月　県立坂井高校吹奏楽部定期演奏会ゲスト出演＠ハートピア春江。
4月　坂井市テーマソング「しあわせの花」が坂井市全域の防災無線チャイム午前6時半、正午に放送開始。
6月　真宗大谷派仏教婦人会公開聞法会ライブ出演　坂井市テーマソングアウトリーチ等。
7月　校歌を書き下ろした県立坂井高等学校が初の甲子園出場。8月の甲子園大会にて坂井高校校歌が球場で流れる。
鎌倉発WEBマガジン「KAMAKULANI」連載コラムスタート（全6回）。
8月、開山1300年記念ヒナタカココンサート＠越前市粟田部・粟生寺。
平城京たなばた天平祭＠奈良・平城京跡地　野上朝生バンドボーカルとして出演。
9月、ヒナタカコmeetsジブリジャズ＠福井ハートピア春江　
野上朝生×ヒナタカココラボライブ＠東京六本木クラップス。
10月　奈良・平城京跡地　野上朝生バンドボーカルとして出演。
恵信尼さま750回忌記念トーク&ライブ＠東京・築地本願寺（講演・川村妙慶氏）。
檀信徒研修会ライブ出演＠三重県津市・真宗高田派本山専修寺。
11月、親鸞上人750回忌大遠忌法会コンサート出演＠福井・真宗誠照寺派圓浄寺）。
みくに未来ホール開館記念Rebornコンサート出演。
福井県教育委員会主催ふるさと先生ゲスト＠丹南高校（講師・清水英明氏）。
PTA主催教育講演会出演＠福井県敦賀市・松陵中学校。
2018年
5月　乳がんサバイバーとして活動する高橋絵麻さんが企画主催する「生きるを伝える写真展」アニバーサリーソングを制作。限定チャリティCDを発売。
照恩寺　テクノ法要コラボライブ
- 東京府中市永福寺お寺ライブ／芝政ワールド恋人の聖地認定記念モニュメント完成セレモニー＆サンセットライブ出演／奈良県　ムジークフェストなら2018 @不空院／坂井市産業フェア／国体イベント／千葉県柏市　公開仏教文化講演会ほか

2019年
2月　動物愛護をテーマにした楽曲「ひとつの星で」をリリース。福井県動物愛護連盟の思いに賛同しチャリティCDとして発売。ジャケットは動物アーティスト吉崎莉菜さん（当時15歳）提供。福井新聞社が制作した同曲のMVには吉崎莉菜さんの絵本「赤い首輪」のイラスト等で構成された。
3月　みくに未来ホール主催　ヒナタカコ　10周年記念コンサート「３月のプロローグ」を初の弦楽四重奏での編成で開催。
4月　レギュラー番組「ヒナタカコ￼音楽室でひなたぼっこ」（FBCラジオ）スタート。（2019.４月〜2024.３月）
11月　ヒナタカコデビュー10周年コンサート「１０年分のサンクスレター」を県立音楽堂ハーモニホールふくい大ホールにて開催。パイプオルガンでのオープニング、吹奏楽、合唱団との総勢160人で壮大なステージを飾る。
2020年
2月　carbon 20th記念イベント　ミニライブ出演＠大阪リッツカールトン
4月　コロナ禍の春、足羽河原の桜並木の映像より書き下ろした「春待つ春」がSTAY HOMEを伝えるCMに使われ反響を呼ぶ。同曲で国内外の音楽仲間を繋いでリモートレコーディングした映像をYouTubeに公開。
10月　福井フェニックスロータリークラブ主催イベント出演　ポリオ撲滅に向けたイメージソング提供＆イベントで発表。
2021年
- 2月　東京オリパラ時、福井市のホストタウンであるスロベニア共和国との共生社会に向けたプロジェクトにてパラアスリートに向けた応援ソング「On Your Marks」を制作。福井市内で行われた「障がい者芸術文化祭」で発表。
- 3月　第40回日本商工会議所青年部全国大会しあわせ福井さばえ大会　記念式典出演。ヒナタカコ書き下ろしテーマソング「air」披露。
- 6月　ふくい犯罪被害者等支援のうた『こころの声』を作詞作曲。福井市内で完成記念イベントが行われた[1]。MVにはイラストレーターつだんぼによる書き下ろしのストーリーで構成された。
- 9月  東尋坊SUNSET2019 ヒナタカコLIVE　夕陽を臨む特設野外ステージにて開催。
- 10月　POSSE COFFEEコラボ、ヒナタカコオリジナルドリップコーヒー発売。11月カフェライブ開催。
- 11月　全編中国語歌詞にて絶滅危惧種であるテナガザル保護活動のPRソング「森林里的那颗星」を制作。中国のテナガザル研究者・陈武氏（歌詞制作）、翻訳者・韩宁氏からの依頼を受け、作曲、歌唱提供。保護活動における国際会議や中国・広州動物園にてPRソングとして使用されている。

今後テナガザル保護活動の国際会議や中国・広州市、広州動物園にて
石川県被害者支援フォーラム出演（＠金沢港ターミナル）
- 12月　クラシックカー協会主催　クリスマス子ども博出演。

2022年
1月　パレア若狭　アーティスティックホリデー出演
３月 坂井市成人式　ゲスト出演＠ハートピア春江 　
同21日　母校三国中学校合唱部ラストコンサート企画・出演
5月　土肥文枝追悼コンサート出演＠ハートピア春江 　
7月　富山射水市　ジブリジャズライブ　ボーカル出演　翌日北ノ庄クラシックスライブ（共演・Tomoo＆Saki）
10月　坂井市シルバーフェスタ出演＠ハートピア春江 　
同15日　池田町MIKOTOSAI出演。テーマ曲「Sounds Of Life」を書き下ろし池田町の部子山頂上にてMV撮影。
11月　福井県警察音楽隊定期演奏会ゲスト出演＠ハーモニホール福井
同26日　石川県被害者支援フォーラム出演。
2023年
３月　ふくい桜マラソン公式テーマソングを作詞作曲。大会プレイベントにて楽曲披露。
同21日　滋賀県高島市泉慶寺　お寺ライブ出演
５月  ムジークフェスト奈良＠香芝市西光寺　ヒナタカコライブ出演
6月　真宗山門徒派本山法要ミニライブ出演
7月　福井新聞社主催　前壽則×ヒナタカコ「森に逢う」コラボレーションライブ
同29日　福井市・社会を明るくする運動　ミニライブ出演
8月　丸岡町安楽寺　かなであい出演（共演・後藤礼奈／箏） 
9月　福井被害者支援イベント出演
10月　三国ロータリークラブ主催コンサート　母校三国高校の吹奏楽部と共演し、『しあわせの花』などを演奏。
同15日　福井県南越特別支援学校PTAの会　スクールコンサート
11月、坂井市立高椋小学校の創立150周年記念式典にて、作詞作曲した『未来へのバトン』が、児童400人の歌とヒナタカコのピアノ伴奏で披露された。同じく坂井市立春江小学校でも150周年記念ソングとして『未来の君へ』を制作し式典にて全校生徒と共に発表。
同５日　奈良県香芝市　西光寺報恩講コンサート出演
2024年
4月　初のオリジナルフルアルバム「DEAR MY TODAY」をリリース。ハーモニーホールふくい小ホールにて記念コンサート開催。
5月　大阪・浄願寺にて能登チャリティライブ出演。
７月　東京南青山マンダラにてワンマンライブ開催。
８月　福井市笹谷・本覚寺　御堂コンサート出演。
10月　全国育樹祭ふくい2024 大会テーマソング「緑のハーモニー」を書き下ろし、秋篠宮両殿下ご臨席の式典ステージにて演奏。（会場サンドーム福井）
12月　デビュー15周年記念ライブ「一期一縁」を開催。フルバンド編成・ダンサー・児童合唱とコラボ。

## ディスコグラフィ
潤 -jun-（2008年12月3日リリース）
1. 三つ窓の光
2. あの夏
3. 秘めて放たじ
4. 碁盤の女(め)
5. Heaven river
6. 街
7. こころの海 (FM福井「第2回HOME TOWN SONG AWARD」グランプリ受賞曲)

花筐 -ハナガタミ-（2009年11月18日リリース）
1. 一揃いのつるべ
2. 月
3. 時雨通り
4. 浚(さら)いの風
5. 去らば去れ
6. つぐみ
7. 春の花
8. 秘めて放たじ -strings ver.-

滴 -shizuku-（2010年12月1日リリース・福井限定メモリアルCD）
1. 僕たちの景色＜独唱・合唱・伴奏＞
2. いのちの川＜独唱・合唱・伴奏＞

UTABUMI -歌文-（2011年11月27日リリース）
1. いずこの空
2. 愛の灯

いずこの空（2012年5月16日リリース）
1. いずこの空
2. 春の花
3. 月
4. 愛の灯

夢のかなた（2013年1月16日リリース）
1. 有明の時
2. 最後のいたずら
3. 夢のかなた
4. おやすみなさい

ヒナタカコ合唱曲集（2016年11月23日リリース）
1. 僕らの光（VOICE OF JAPAN宮崎ドキュメンタリー交流　書きおろし）
2. 僕たちの景色（旧丸岡町竹田小中学校休校 書きおろし）
3. いのちの川（全国植樹祭ふくい坂井会場テーマソング）
4. 坂井高等学校校歌
5. しあわせの花（坂井市制10周年記念制定　坂井市テーマソング）
6. ふるさと讃歌〜いのち息づくまち〜（坂井市制5周年記念 坂井市イメージソング）（演奏・福井交響楽団）

テクノ法要collabo mix（2018年10月24日リリース）　
動物愛護チャリティCD「ひとつの星で」（2019年２月１１日リリース）

２枚組ベストアルバム「Liaison-リエゾン-」（2019年11月23日リリース）

フルアルバム「DEAR MY TODAY」（2024年4月20日リリース）

## 企業CM曲等
トヨタカローラ福井（CM曲）・TOKO（CM曲・サウンドロゴ）・第一ビニール（CM曲・サウンドロゴ）・ますも証券（CM曲）
黒川クリーニング社（CM曲）・Lpa（サウンドロゴ）・曉産業（CM曲）・Bigmac（CM曲）・食宅便（サウンドロゴ）

## テーマソング等
- 第60回全国植樹祭2009ふくい　坂井会場テーマソング　「いのちの川」（2009）
- 坂井市制5周年記念合唱曲「ふるさと讃歌〜いのち息づくまち〜」（2011）
- 福井県坂井市　公式テーマソング「しあわせの花」（2016）
- いのちを伝える写真展アニバーサリーソング「You are」（2016）
- 動物愛護テーマソング「ひとつの星で」（2019）
- ポリオ撲滅キャンペーンソング「Lights Of Life」（2020）
- 第40回日本商工会議所青年部全国大会しあわせ福井さばえ大会テーマソング「air」（2021）
- 福井市×スロベニア共和国　共生社会実現に向けたアスリート応援ソング「On Your Marks」（2021）
- 絶滅危惧種テナガザル保護活動PRソング「森林里的那颗星」中国語歌詞（2021）
- ふくい被害者支援のうた「こころの声」（2022）
- ふくい桜マラソン公式テーマソング「新/春風」（2023）
- 第47回全国育樹祭ふくい2025　大会テーマソング「緑のハーモニー」（2024）

## 校歌・記念曲制作（学校）
- 福井県立坂井高等学校校歌　作詞・作曲（2014）
- 坂井市立高椋小学校創立150周年記念曲「未来へのバトン」（2023）
- 坂井市立春江小学校創立150周年記念曲「未来の君へ」（2023）
- 坂井市丸岡町　竹田小学校　丸岡中学校竹田分校休校式ソング「僕たちの景色」（2011）

「僕たちの景色」オリジナル制作で交流した学校・地域
- 福井県坂井市　＜長畝小、磯部小、春江西小、三国西小、東十郷小＞　越前市吉野小学校
- 福井県美浜町、越前町笈松、滋賀県高島市、長崎県大村中学校　ほか